# Nederheide (bosgebied)
De Nederheide is een bosgebied van 463 hectare dat zich bevindt ten noorden van de lijn: De Mortel-Bakel-Milheeze. In het noorden sluit het gebied aan op het landgoed Stippelberg.
Hoewel deze oorspronkelijk woeste grond in het begin van de 20e eeuw ontgonnen is en met Grove den beplant, is deze grond nooit door particulieren gekocht maar altijd gemeentelijk bezit gebleven. Ook tegenwoordig behoort het tot de gemeente Gemert-Bakel.
Momenteel streeft men naar een meer natuurlijk bosbeheer. Heidevelden zijn niet meer aanwezig uitgezonderd enkele kleine plekjes 'klapzand' in het uiterste westen van het gebied.
Wandelingen zijn uitgezet die onder meer beginnen aan de Bakelseweg, ten zuiden van De Mortel. Verder loopt er een middellange afstandswandeling van 22 km door het gebied die de Nederheide Route heet.

## Omgeving
De Nederheide sluit nauw aan bij het zeer uitgestrekte landgoed en bosgebied de Stippelberg dat eigendom is van Natuurmonumenten. in het noorden en nog verder noordelijk het Beestenveld van Staatsbosbeheer. Samen met de Stippelberg en Het Beesteveld maakt het deel uit van een zeer uitgestrekt aaneengesloten bosgebied van circa 1700 hectare.
In het zuiden liggen de kommen van Bakel en Milheeze, en een zeer grote zandafgraving die uiteindelijk tot een recreatieplas de Bakelse Plas zal leiden, en een recreatiepark met onder andere een golfbaan. Aansluitend in het zuidwesten vindt men het Grotelsche Bos.